# 杨岗
杨岗（1920年11月3日—2005年9月15日）女，辽宁省沈阳市公主岭人，中国共产党官员。

## 生平
1920年11月3日，杨岗出生在辽宁省沈阳市公主岭。1926年至1937年，先后于济南、南京念书。
1938年5月，成为八路军山东人民抗日游击第四支队一团宣传员，同年7月在八路军山东抗日军政干部学校学习，9月参加中国共产党。毕业之后，历任中共沂水县委妇女部长，中共山东省委妇委巡视员。1939年10月，杨岗随八路军山东纵队指挥（司令员）张经武率山东代表团到延安参加中国共产党第七次全国代表大会。1940年至1941年，在太行山的中共中央北方局党校学习。1944年至1946年，在延安中央党校学习。1946年至1948年，任中共中央晋绥分局党校宣传干事。1948年至1949年，任中央军委陕甘宁晋绥联防军司令部政治处副主任。
1949年10月，杨岗随贺龙、李井泉率中国人民解放军第18兵团、第7军第19师等进入四川。1950年2月，在四川省成都市任职于中国人民解放军西南军区。1951年至1952年，在北京任中央军委人民武装部政工科长。
1952年，杨岗赴西藏。1953年1月至1956年3月，任中共西藏工委妇女工作委员会第一副书记，拉萨市爱国妇女联谊会副主任。1958年至1965年，任张经武（中央人民政府驻西藏全权代表，中共西藏工委第一书记，中华人民共和国主席办公厅主任，中国人民解放军中将，西藏军区第一政委）的秘书，分管中共西藏工委下属各分工委的文件。1960年6月至1965年2月，历任西藏自治区筹备委员会妇联副主任、第一届西藏妇联党组书记。1965年至1979年，任张经武的秘书。1979年10月，任西藏自治区妇女联合会副主任。1984年12月，杨岗离休。
2005年9月15日，杨岗于北京逝世，享年85岁。

## 家庭
- 丈夫：张经武